# 馬絹神社

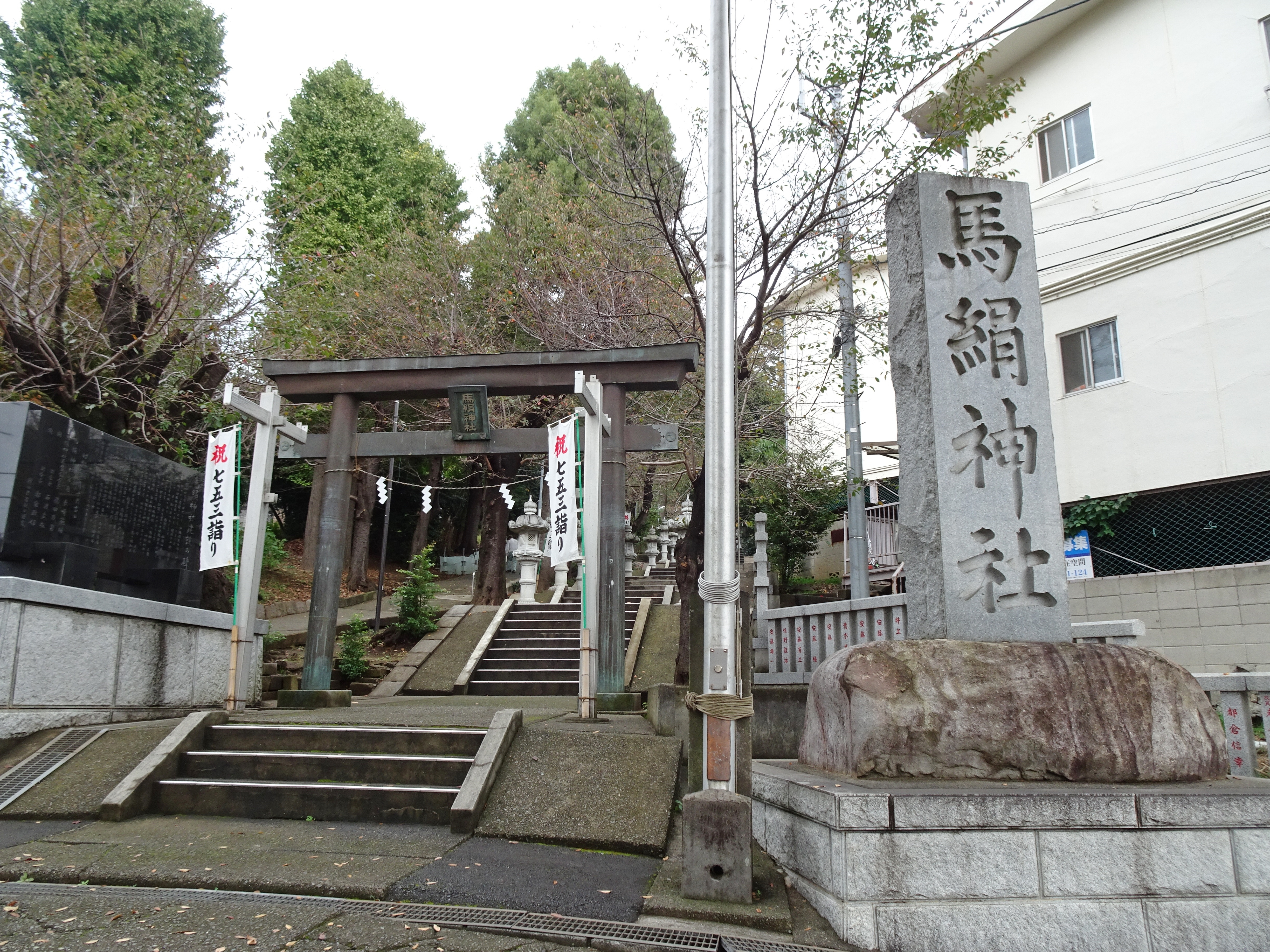
馬絹神社の鳥居と参道

馬絹神社（まぎぬじんじゃ）は、神奈川県川崎市宮前区にある神社。宮前区（宮前村）の名の由来となった神社である。

## 祭神
祭神は以下の通り。
- 伊邪那美命
- 大山祇命
- 菊理姫命
- 応神天皇

## 歴史
- 1697年（元禄１０年） - 武蔵国橘郡稲毛領馬絹の検知台帳に「女体権現社地五反弐畝步」と記載されている[3]。

- 江戸時代 - 新編武蔵風土記稿の馬絹村の項に伊邪那美命「左手に巻物を持ち右手に笏を持って装束した立像」を御神祭とする権現社。昔伊勢大神宮遙拝のために建立されると記されている[5][6]。

- 1910年（明治8年） - 地租改正後に風致林として政府の直轄地となる[3]。

- 1906年（明治39年） - 女体神社境内として払い下げられる[3]。

- 1910年（明治43年） - 馬絹地域の八幡神社、三島神社、熊野神社、白山神社を吸収し、神明神社と改称し村社となる[3]。

- 1979年（昭和54年） - 昭和の大改築を決議。

- 1983年（昭和58年） - 神楽殿完成[7]。

- 1986年（昭和61年） - 本殿完成。社名を馬絹神社と改称した[7]。

## 境内

### 主な建物
社殿
1987年（昭和62年）に再建
神楽殿
1979年（昭和54年）に新築

### 境内社
- 秋葉神社[2]
- 神明神社[2]
- 八坂神社[2]
- 稲荷神社[2]

### 分宮
八幡神社
1995年（平成7年）再建 宮前平駅前に鎮座

### その他
千年の松
かつての神木の枯枝を社殿の横に祀っている
庚申塔
唐破風付角柱型 1680年（延宝8年）造立
庚申塔
前面加工駒型 享保年間造立

## 年中行事
主な祭事、年中行事は以下の通り。
- 元旦祭　1月1日
- どんど焼き　1月14日
- 初午　2月初午の日
- 節分豆撒　2月3日
- 春季大祭　4月15日
- 夏季大祭　7月14日
- 夏がり　7月第四日曜日
- 秋季大祭　10月14日〜15日
- 七五三祝　11月15日

## 交通アクセス
- 鉄道
  - 東急田園都市線 宮崎台駅下車　徒歩15分[11]
- バス
  - 川崎市バス（井田営業所行きまたは武蔵新城行き）で「馬絹神社前」バス停下車徒歩3分[1]